# General Motors

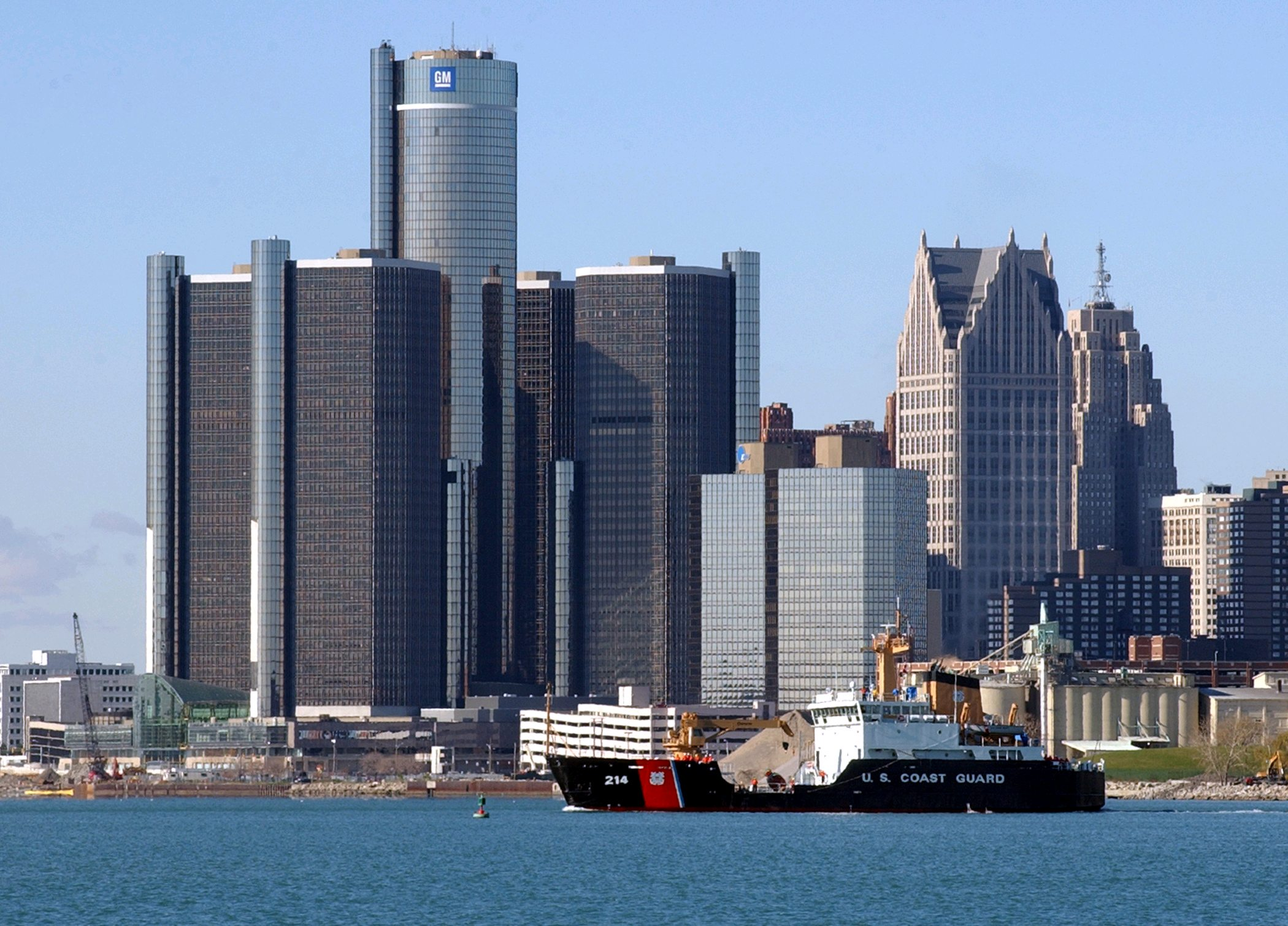
Główna siedziba przedsiębiorstwa w Detroit

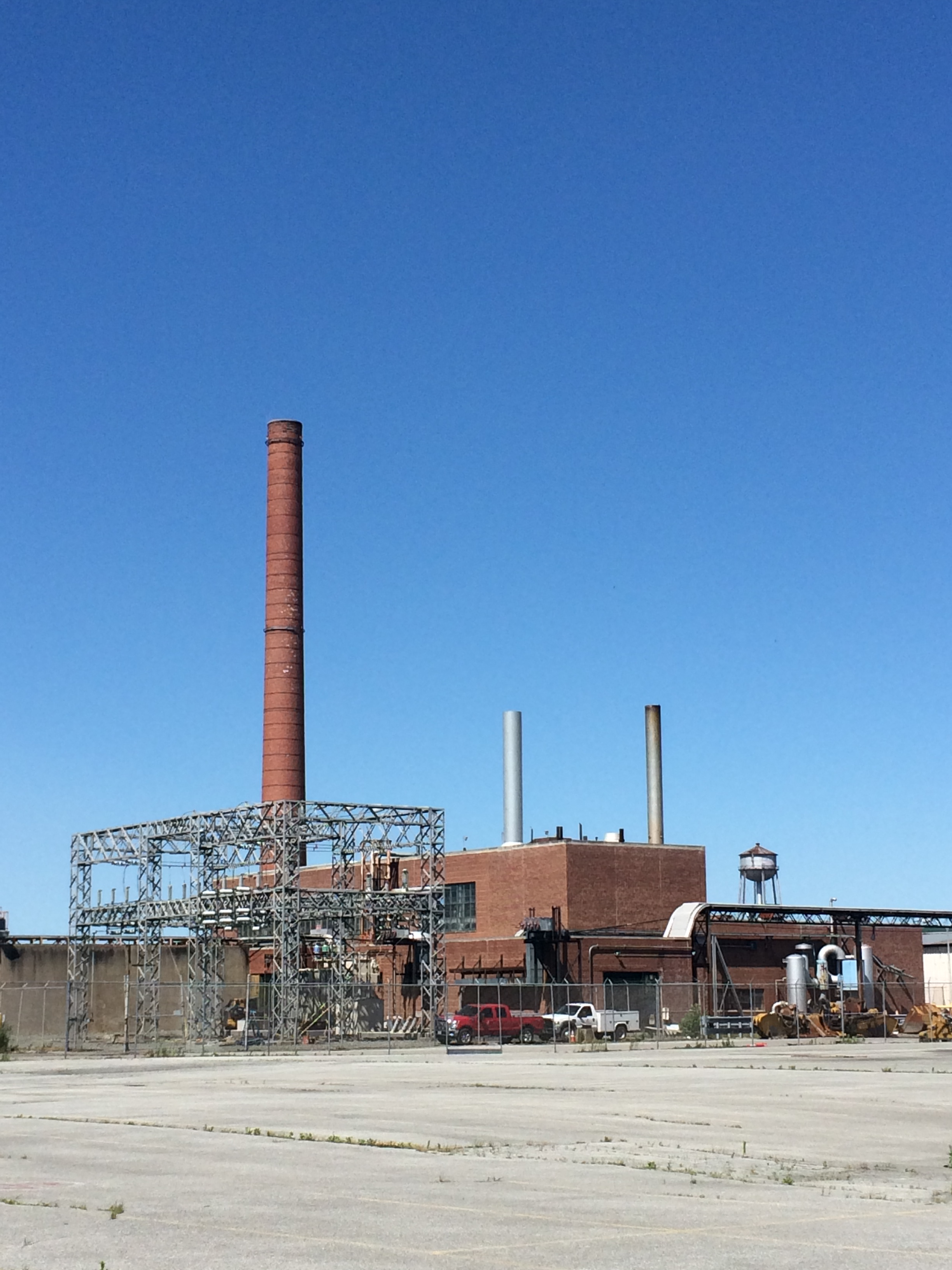
Fabryka GM w Wilmington

General Motors Company (w skrócie GM) – amerykański wielobranżowy koncern motoryzacyjny założony 16 września 1908 roku. zajmujący się m.in. produkcją samochodów osobowych i dostawczych, silników okrętowych, instalacji przemysłowych, technologii komunikacyjnych oraz usługami finansowymi. GM jest spółką publiczną od 20 grudnia 1916 roku notowaną na giełdzie nowojorskiej. Jedno z największych przedsiębiorstw na świecie z siedzibą w Detroit.

## Struktura koncernu

### Marki

#### Obecnie
- Buick – amerykański producent samochodów powstały w 1903 roku,
- Cadillac – amerykański producent samochodów powstały w 1902 roku, w GM od 1909 roku,
- Chevrolet – amerykański producent samochodów powstały w 1911 roku,
- GMC – amerykański producent samochodów powstały w 1902 roku, w GM od 1909 roku,

#### Dawne
- Rapid(inne języki) – amerykański producent samochodów istniejący w latach 1900–1909,
- Reliance(inne języki) – amerykański producent samochodów istniejący w latach 1904–1909,
- Welch(inne języki) – amerykański producent samochodów istniejący w latach 1901–1911,
- Rainier(inne języki) – amerykański producent samochodów istniejący w latach 1905–1911,
- Elmore(inne języki) – amerykański producent samochodów istniejący w latach 1893–1912,
- Marquette – amerykański producent samochodów istniejący w latach 1909–1912,
- Cartercar(inne języki) – amerykański producent samochodów istniejący w latach 1905–1918,
- McLaughlin(inne języki) – kanadyjski producent samochodów istniejący w latach 1907–1918,
- Sheridan – amerykański producent samochodów istniejący w latach 1920–1921,
- Scripps-Booth(inne języki) – amerykański producent samochodów istniejący w latach 1913–1923,
- Oakland(inne języki) – amerykański producent samochodów istniejący w latach 1907–1931,
- Yellow Cab(inne języki) – amerykański producent samochodów istniejący w latach 1915–1938,
- LaSalle – amerykański producent samochodów istniejący w latach 1927–1940,
- Yellow Coach(inne języki) – amerykański producent samochodów istniejący w latach 1923–1943,
- Beaumont – kanadyjski producent samochodów istniejący w latach 1966–1969,
- Envoy – kanadyjski producent samochodów istniejący w latach 1959–1970,
- Acadian – kanadyjski producent samochodów istniejący w latach 1962–1971,
- GMK – południowokoreański producent samochodów istniejący w latach 1972–1976,
- Ranger – południowoafrykański producent samochodów istniejący w latach 1968–1978,
- Saehan – południowokoreański producent samochodów istniejący w latach 1976–1983,
- Statesman – australijski producent samochodów istniejący w latach 1971–1984,
- Bedford – brytyjski producent samochodów istniejący w latach 1930–1986,
- Passport – kanadyjski producent samochodów istniejący w latach 1988–1991,
- Asüna – kanadyjski producent samochodów istniejący w latach 1992–1994,
- Geo – amerykański producent samochodów istniejący w latach 1989–1998,
- Oldsmobile – amerykański producent samochodów istniejący w latach 1897–2004,
- Pontiac – amerykański producent samochodów istniejący w latach 1926–2009,
- Saturn – amerykański producent samochodów istniejący w latach 1985–2009,
- Hummer – amerykański producent samochodów istniejący w latach 1999–2010,
- Daewoo – południowokoreański producent samochodów istniejący w latach 1983–2011,
- Alpheon – południowokoreański producent samochodów istniejący w latach 2010–2015,
- Holden – australijski producent samochodów istniejący w latach 1949–2020,
- HSV – australijski producent samochodów istniejący w latach 1987–2020,
- BrightDrop – amerykański producent samochodów istniejący w latach 2021–2024.

### Sprzedane
- Saab – szwedzka marka istniejąca w latach 1947–2014, należąca do GM w latach 1990–2010.
- Opel – niemiecka marka powstała w 1862 roku, należąca do GM w latach 1929–2017.
- Vauxhall – brytyjska marka powstała w 1857 roku, należąca do GM w latach 1925–2017.

### Oddziały lokalne

#### Obecne
- General Motors Canada(inne języki) – obsługujący m.in. marki Buick, Cadillac, Chevrolet i GMC, działający od 1918 roku,
- General Motors de Argentina(inne języki) – obsługujący m.in. markę Chevrolet, działający od 1925 roku,
- General Motors do Brasil(inne języki) – obsługujący m.in. markę Chevrolet, działający od 1925 roku,
- General Motors New Zealand(inne języki) – obsługujący m.in. marki Holden i Opel, działający od 1926 roku,
- General Motors de México(inne języki) – obsługujący m.in. markę Chevrolet, działający od 1935 roku,
- GM Colmotores(inne języki) – obsługujący markę Chevrolet, działający od 1956 roku,
- General Motors Egypt(inne języki) – obsługujący markę Chevrolet, działający od 1983 roku,
- GM Korea – obsługujący marki Daewoo, Cadillac, Chevrolet i GMC, działający od 2002 roku,
- Cadillac Europe(inne języki) – obsługujący marki Cadillac i Chevrolet, działający od 2017 roku,
- GM Specialty Vehicles(inne języki) – obsługujący markę Chevrolet, działający od 2020 roku.

#### Dawne
- General Motors Switzerland – obsługujący marki Buick, Cadillac, Opel i Vauxhall, działający w latach 1935–1975,
- General Motors de Chile(inne języki) – obsługujący marki Chevrolet, Isuzu i Opel, działający w latach 1974–2007,
- General Motors Japan(inne języki) – obsługujący markę Chevrolet działający w latach 1927–2010,
- General Motors South Africa(inne języki) – obsługujący marki Chevrolet, Isuzu i Opel, działający w latach 1913–2017,
- General Motors Europe(inne języki) – obsługujący marki Cadillac, Chevrolet, Opel, Saab i Vauxhall działający w latach 1986–2017,
- GM Vietnam(inne języki) – obsługujący marki Daewoo i Chevrolet, działający w latach 1993–2018,
- General Motors India(inne języki) – obsługujący marki Chevrolet i Opel, działający w latach 1993–2020,
- General Motors Thailand(inne języki) – obsługujący markę Chevrolet, działający w latach 1993–2020.

### Spółki joint venture

#### Obecne
- SAIC-GM – chińsko-amerykańskie joint venture oferujące pojazdy Buick, Chevrolet i Cadillac, działające od 1997 roku,
- SGMW – chińsko-amerykańskie joint venture oferujące pojazdy Baojun i Wuling, działające od 2002 roku.

#### Dawne
- UAAI – japońsko-australijskie joint venture oferujące pojazdy Holden i Toyota, działające w latach 1987–1996,
- Jinbei GM – chińsko-amerykańskie joint venture oferujące pojazdy Chevrolet, działające w latach 1992–2004,
- NUMMI – japońsko-amerykańskie joint venture oferujące pojazdy Chevrolet i Toyota, działające w latach 1984–2010,
- New Venture Gear(inne języki) – amerykańskie joint venture działające w latach 1992–2012,
- GM-AwtoWAZ – rosyjsko-amerykańskie joint venture oferujące pojazdy Chevrolet, działające w latach 2001–2019,
- GM Uzbekistan – uzbecko-amerykańskie joint venture oferujące pojazdy Chevrolet, Daewoo i Ravon(inne języki), działające w latach 2008–2019,
- FAW-GM(inne języki) – chińsko-amerykańskie joint venture oferujące pojazdy dostawcze i ciężarowe FAW, działające w latach 2008–2019.

### Inne
- Maven(inne języki) – amerykańska firma carsharingowa, działająca w latach 2016–2020.
- OnStar – amerykański dostawca usług serwisowych, działający od 1997 roku.
- DMAX(inne języki) – amerykański producent silników, działający od 1997 roku.
- Cruise(inne języki) – amerykańska firma rozwijająca technologię samochodów autonomicznych, działająca od 2013 roku.

## Historia
Amerykańskie przedsiębiorstwo General Motors zostało założone 16 września 1908 roku jako kompania holdingowa dla Buicka. Ze względu na dynamiczny rozwój rozpoczęto pozyskiwanie innych przedsiębiorstw zajmujących się produkcją samochodów. W ten sposób doszło do fuzji Oldsmobile po połączeniu z Olds Motor Vehicle Company w 1908 roku, a także Cadillaca (kupiony 29 lipca 1909 roku przez GM za 5,5 miliona dolarów).
Polityka fuzji na rynku amerykańskim kontynuowana była do momentu, w którym przemysł samochodowy USA skupił się w rękach trzech korporacji: General Motors, Chryslera i Forda. W 1925 roku General Motors przejął brytyjskiego producenta samochodów Vauxhall, a w 1929 roku niemieckiego Opla.
Poszczególne marki koncernu na rynek amerykański miały w założeniu, od lat 30. XX wieku, przejmować różne segmenty rynku, będąc różnie pozycjonowane cenowo i pod względem prestiżu, począwszy od Chevroleta, przez w kolejności Pontiaca, Oldsmobile’a i Buicka do Cadillaca. W latach 60. różnice te w dużym stopniu się zaczęły zacierać, a marki te konkurowały także ze sobą.
General Motors był pierwszą amerykańską korporacją, która w 1955 roku ogłosiła zysk jednoroczny przekraczający miliard dolarów. 28 maja 1999 roku z GM wyodrębniono Delphi Automotive Systems.
W pierwszej dekadzie XXI wieku koncern borykał się z problemami finansowymi. Z funkcji prezesa w 2009 roku ustąpił Rick Wagoner, zastąpił go Fritz Henderson.
1 czerwca 2009 roku koncern ogłosił bankructwo i przeszedł w stan upadłości. 11 lipca 2009 roku GM zostało wykupione przez Departament Skarbu USA i od tego czasu prowadzi działalność jako General Motors Company. Część praw do marki Saab odkupiło chińskie przedsiębiorstwo BAIHC.
Po ponad 2 latach od ogłoszenia bankructwa i półtora roku od restrukturyzacji koncern wypracował 9 mld USD zysku w 2011 roku (z czego 7 mld w samej Ameryce Północnej) – najwięcej w swojej dotychczasowej historii. W tym samym czasie przedsiębiorstwo wyprodukowało 9 milionów samochodów (o 7,6% więcej niż w 2010 roku), stając się tym samym ponownie największym koncernem samochodowym świata pod względem wielkości produkcji. Wcześniej tytuł ten należał do japońskiej korporacji Toyota.
Według badania waszyngtońskiej organizacji Good Jobs First koncern General Motors otrzymał ok. 3,5 mld dolarów dotacji z programów federalnych i stanowych w okresie 2010–2013 – co uplasowało go na 4. miejscu wśród najbardziej dotowanych przedsiębiorstw w Stanach Zjednoczonych.

### General Motors w Polsce
General Motors Export Co. sprowadził do Polski pierwsze auta osobowe i użytkowe w 1924 roku. W 1927 roku sprzedano 1205 Chevroletów, co uplasowało markę na drugim miejscu wśród marek samochodów zarejestrowanych przez urzędy.
W lipcu 1928 roku na terenie warsztatów firmy „Elibor” Ł.J.Borkowski w Warszawie przy ul. Wolskiej 101/105 ruszyła produkcja karoserii Chevroletów. Jesienią rozpoczęto montaż podwozi, łącznie z nitowaniem ram. Do końca roku w polskiej montowni wyprodukowano 2098 samochodów osobowych i podwozi autobusowych oraz ciężarowych. Łącznie w 1928 roku w Polsce sprzedano 3554 auta marki Chevrolet. Ze względu na światowy kryzys montownia została zamknięta w 1931 roku.
W 1936 General Motors rozpoczął współpracę ze spółką Lilpop, Rau i Loewenstein (LRL), dzięki czemu w tym samym roku uruchomiony został montaż samochodów marki Chevrolet w zakładach przy ul. Bema 65 w Warszawie. Wśród montowanych samochodów osobowych znalazły się Master Sedan, Master De Luxe, Imperial i Sedan Taxi. W fabryce montowane były także pojazdy użytkowe, takie jak dostawcze Chevrolet 112, ciężarowe Chevrolet 121, 131, 157 oraz autobusy miejskie – model 183. W zakładach przy ul. Bema 65 w 1937 roku wyprodukowano 3700 samochodów, a w 1938 – 4680. W LRL montowano również samochody marki Buick, modele serii 41 i 90 oraz – Opel, modele Kadett, Olympia i P4. Podczas okupacji niemieckiej zakład został skonfiskowany na potrzeby gospodarki wojennej Niemiec, a dotychczasowa produkcja – przerwana. W styczniu 1940 fabrykę włączono do koncernu Herman Göring Werke. W czasie powstania warszawskiego, Niemcy wywieźli do Rzeszy wszystkie maszyny, urządzenia, dokumenty firmy oraz pracowników. Po upadku powstania, w październiku 1944, specjalne oddziały niemieckie (Vernichtungskommando) zniszczyły hale fabryczne, wysadzając je w powietrze.
Po wojnie General Motors miał nadzieję na otwarcie własnego przedstawicielstwa. Okazało się to niemożliwe ze względu na scentralizowanie zakupów przez instytucje kierowane przez nowe państwo. Centralny Zarząd Przemysłu Metalowego poprzez Centralny Zarząd Motoryzacji prowadził rozmowy na temat zakupu licencji m.in. z Chevroletem i Fiatem. Ostatecznie marka amerykańska nie została wybrana, gdyż nie uznano jej za „politycznie słuszną”. Mimo to w latach 1946–1956 rząd kupił od duńskiej montowni około 1500 osobowych Chevroletów Fleetmaster, Stylemaster, Fleetline i Bel Air, które zostały przydzielone najważniejszym urzędom PRL (w tym władzom PZPR), stąd Chevroleta Fleetmastera nazywano gwarowo „demokratką”.
W latach 70. XX wieku za czasów przywództwa Edwarda Gierka planowano wybudować w Polsce fabrykę samochodów dostawczych, produkującą dostawcze samochody osobowe w nadwoziu dostawczym lub terenowym na licencji General Motors, produkującą 200 tys. pojazdów rocznie. Wstępnie zaczęto wybierać lokalizację. Z różnych względów plany nie zostały zrealizowane.
Po transformacji systemowej General Motors Corporation wybudował w czasie 22 miesięcy Zakład Opel Polska w Gliwicach. W kwietniu 1998 roku rozpoczął produkcję części i podzespołów samochodowych, a w sierpniu tegoż roku pierwszy Opel Astra Classic opuścił linię montażową zakładu. General Motors Corporation zainwestował w Gliwicach 550 mln USD i zatrudnił ponad 3000 pracowników. GM był jednym z największych inwestorów na Śląsku.
Marka Chevrolet pojawiła się w Polsce po raz kolejny w maju 2005. Początkowo były to wyłącznie przebrandowane produkty GM Daewoo. 11 listopada 2007 roku w fabryce FSO w Warszawie na Żeraniu wyprodukowano pierwszego Chevroleta Aveo, do lutego 2011 roku wyprodukowano 126 622 sztuki. Produkcję w FSO zakończono 22 lutego 2011.
Fabryka w Gliwicach nosiła nazwę General Motors Manufacturing Poland do 2017 roku, a po przejęciu niemieckiego producenta przez ówczesny koncern Groupe PSA przemianowano ją we wrześniu na Opel Manufacturing Poland. GM zakończyło tym samym swoje operacje w Polsce.

## Modele samochodów

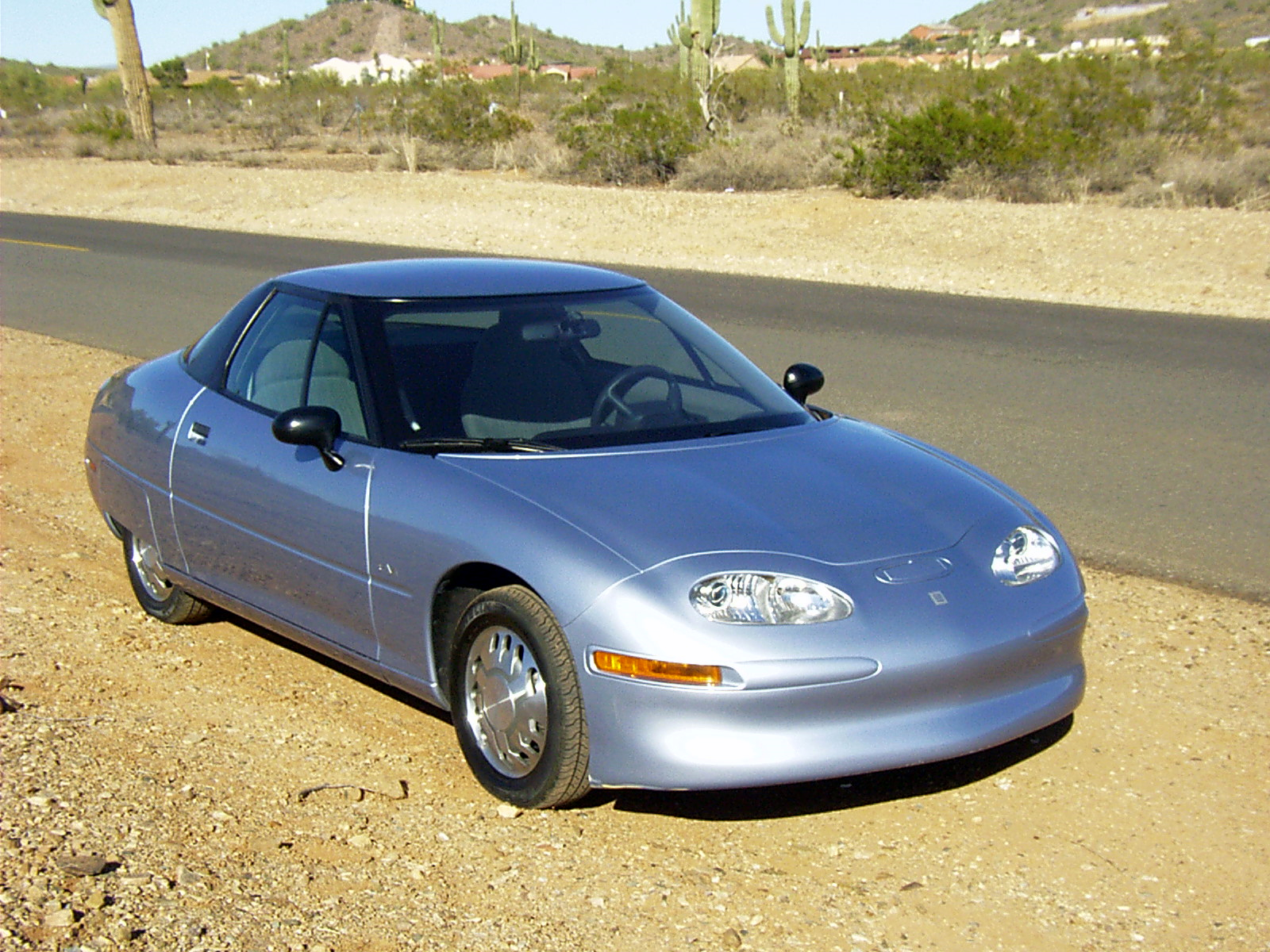
GM EV1

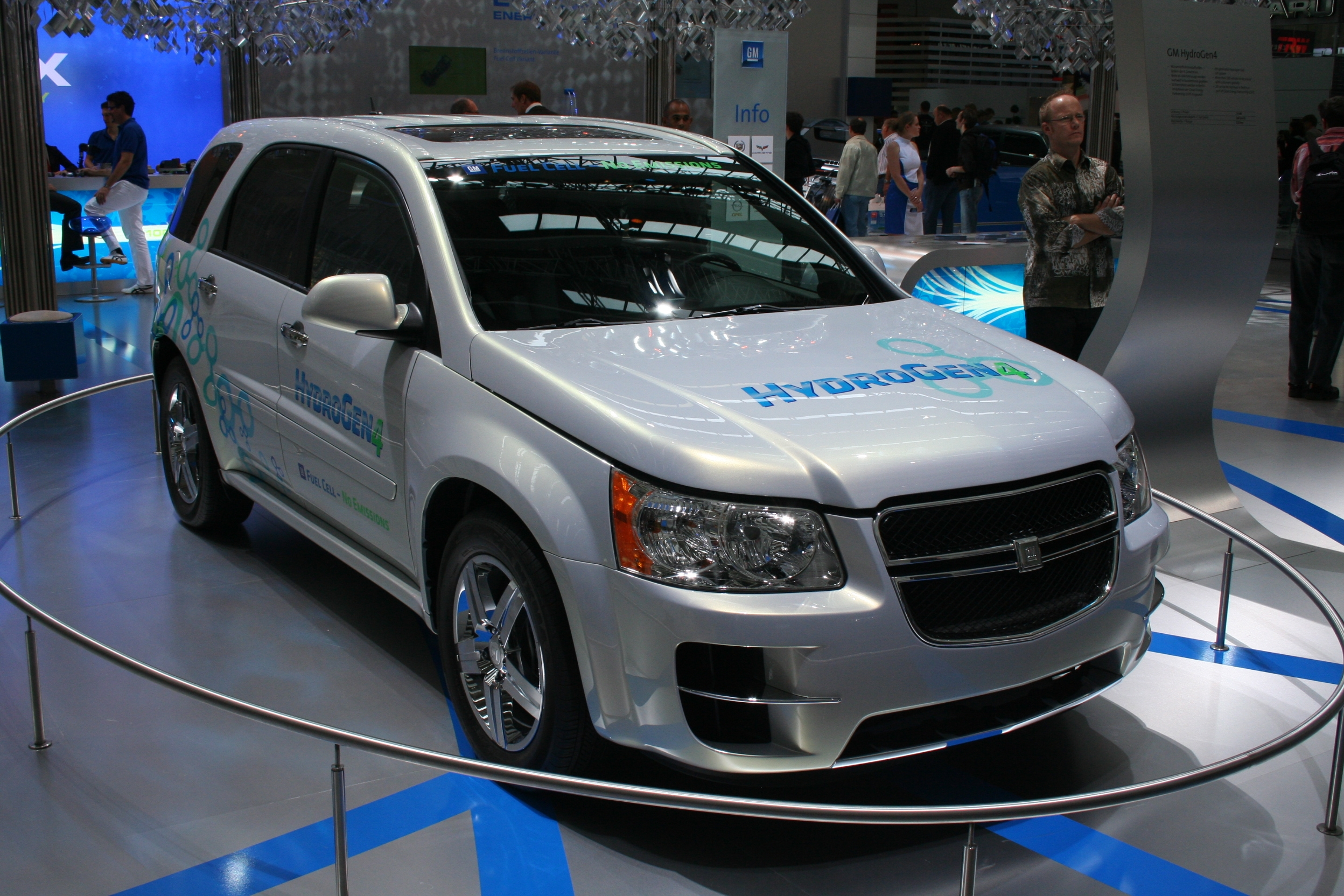
GM HydroGen4

### Historyczne
- EV1 (1996−1999)
- HydroGen3 (2001–2006)
- HydroGen4 (2008–2010)

### Studyjne
- GM Chronos (1991)
- GM AUTOnomy (2002)
- GM Hy-Wire (2003)
- GM Sequel (2005)
- GM EcoJet (2006)
- GM Chaparral Volt (2008)
- GM Bare Necessities Truck (2009)
- GM Bare Necessities Car (2009)
- GM Car Hero (2009)
- GM Targa Evo (2011)